# IC 536
IC 536 — галактика типу Sa (спіральна галактика) у сузір'ї Лева.
Цей об'єкт міститься в оригінальній редакції індексного каталогу.